# Glenea boafoi
Glenea boafoi är en skalbaggsart som beskrevs av Stefan von Breuning 1978. Glenea boafoi ingår i släktet Glenea och familjen långhorningar.
Artens utbredningsområde är Ghana. Inga underarter finns listade i Catalogue of Life.